# 오에정 (교토부)
오에정(일본어: 大江町)은 일본 교토부 가사군에 존재했던 정이였다. 2006년 1월 1일에 야마타군 미와정, 야쿠노정과 함께 후쿠치야마시에 편입되어 소멸하였다.
오에산, 유라강등의 풍부한 자연을 타고났고, 또 오에산의 슈탄도지 전설을 살려 「귀신의 마을」을 어필하는 독특한 마을 만들기를 실시하고 있었다.

## 지리
북쪽으로는 마이즈루시와 접하고 동쪽으로는 아야베시, 서쪽으로는 후쿠치야마시와 접하고 있다. 원래는 가사군·단고타나베 번·마이즈루 현에 속하고 있고, 함께 이것들에 속하고 있던 마이즈루와의 관계가 강했지만, 기타 긴키 덴고철도 미야후쿠 선등이 개통해, 근년은 후쿠치산과의 연결이 강해지고 있었다. 정내를 유라강이 흐르고 마을의 심벌로서 귀전설도 있는 오에산이 우뚝 솟는다.

## 역사
- 1889년 4월 1일 - 정촌제 시행에 의해 가와모리정·카나야촌·세키촌·우에노촌·나미촌의 구역으로 고모리시모촌(河守下村)이 성립하였다.
- 1890년 12월 10일 - 고모리시모촌촌이 정으로 승격해·개명하여 고모리정(河守町)이 된다.
- 1951년 4월 1일 - 고모리카미촌·가와히가시촌·가와니시촌·아리지카미촌·아리지시모촌을 편입 후 개칭해 오에정이 되었다.
- 2006년 1월 1일 - 후쿠치야마시에 편입되었다. 동일 오에정이 폐지되었다.

## 교통

### 철도
- 기타킨키 탱고 철도(영어판)
  - 미야후쿠 선(일본어판)

### 도로
- 국도 제175호선 (일본)(일본어판)